# Kerniel
Kerniel is een dorp in de Belgische provincie Limburg en een deelgemeente van Tongeren-Borgloon, het was een zelfstandige gemeente tot aan de gemeentelijke herindeling van 1977.

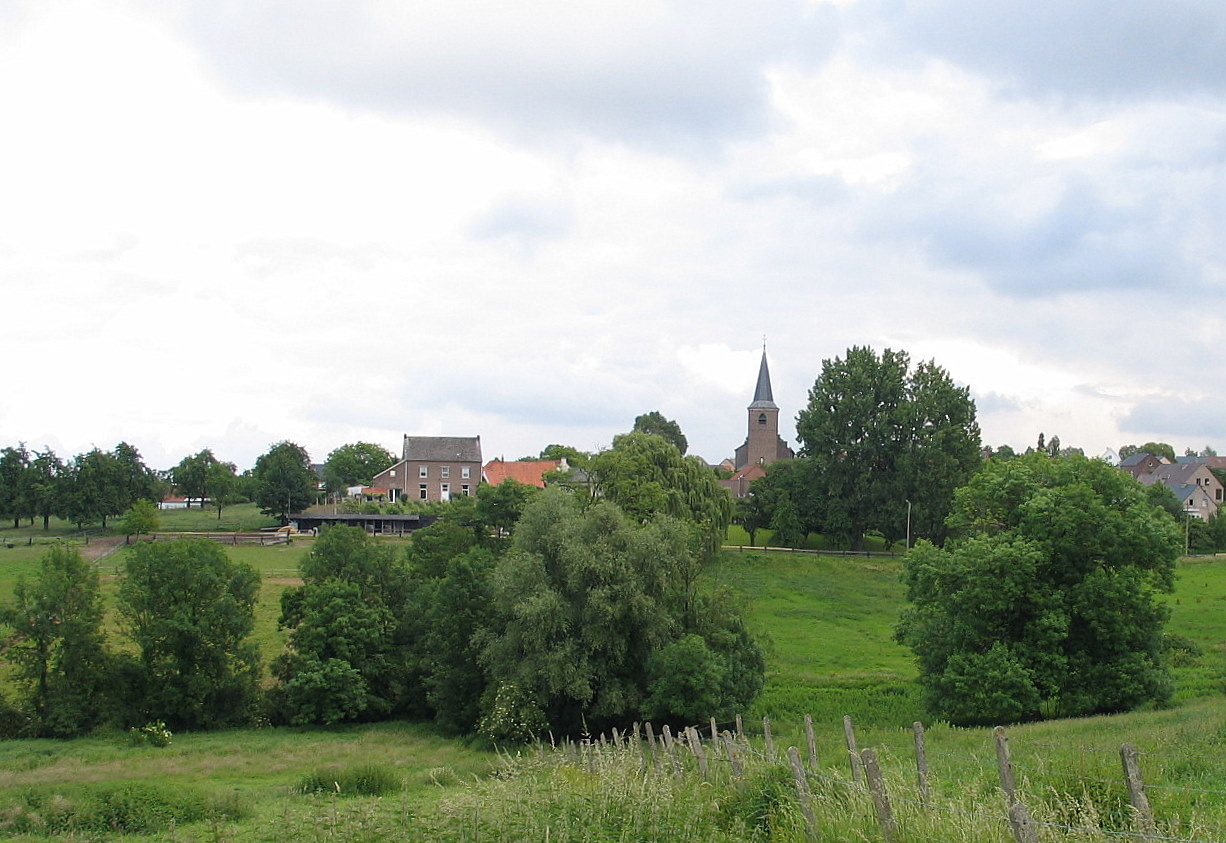
Kerniel

## Etymologie
Kerniel werd voor het eerst vermeld in 1279 als Kirnile. Dit zou terug te voeren zijn op kerk-nile, waarbij -niel zou staan voor zwart water (nigella).

## Geschiedenis
Kerniel behoorde tot de bezittingen van de graven van Loon, vanaf 1366 tot de Bisschoppelijke Tafel van Luik. In 1739 werd Kerniel, samen met Rullekoven, door Prins-bisschop George Lodewijk van Bergen verpacht aan de Barones van Mettekoven.
De Sint-Pantaleonparochie was oorspronkelijk een kwartkerk van Gorsleeuw. Ze werd vóór 1279 al afgescheiden van genoemde parochie, waarvan de pastoor echter tot 1487 nog het patronaatsrecht bezat. In 1439 werd te Kerniel het Kruisherenklooster van Colen opgericht. Vanaf 1487 kwam het patronaatsrecht aan dit klooster.
Kerniel is de geboorteplaats van Jeanne Tercafs (°1898), een kunstenares die tijdens het interbellum in Kongo verbleef. Haar beeldhouwwerk is te bezichtigen in het Africamuseum.   
Aan de spoorlijn van Sint-Truiden naar Tongeren bezat Kerniel een station dat van 1879 tot 1957 dienstdeed. Het spoor verdween in 1970-1971.

## Demografische ontwikkeling
- Bronnen:NIS, Opm:1831 tot en met 1970=volkstellingen; 1976 = inwoneraantal op 31 december

## Economie
Kerniel was steeds een landbouwgemeente. Geleidelijk aan verschoof de agrarische bedrijvingheid naar de fruitteelt. Er waren enkele brouwerijen en een stroopfabriek. De laatste is de Stroopstokerij Coenen aan de Nielstraat 21 uit omstreeks 1860. Een tweede stroopstokerij van omstreeks 1900 bevindt zich aan Rullecovenstraat 136-1438. Vanaf 1963 wordt ook de wijnbouw bedreven.

## Bezienswaardigheden
- De neoclassicistische Sint-Pantaleonkerk uit 1831-32
- De Abdij Mariënlof met het Sint-Odiliaschrijn uit de 13e eeuw

## Natuur en landschap
Kerniel bevindt zich in Vochtig-Haspengouw op een hoogte tussen 60 en 105 meter. Het ligt op de Steilrand van Borgloon, waar het Haspengouws Plateau naar het noorden toe snel afloopt van meer dan 100 tot 60 meter hoogte. Deze steilrand vormt ook de grens met het, zuidelijk gelegen, Droog-Haspengouw.
Het grondgebruik wordt gekenmerkt door fruitteelt.

## Nabijgelegen kernen
Borgloon, Groot-Loon, Jesseren, Gors-Opleeuw, Wellen